# 聞きなし
聞きなし（聞き做し、ききなし）とは、鳥や動物の鳴き声を人の言葉や文字に置き換えて覚えやすくしたものである。ウグイスの鳴き声に「法華経」のような意味のある言葉を当てはめたり、コマドリの「ヒンカラカラカラ」のような意味のない文字に置き換える。
イヌの鳴き声を、日本語では「ワンワン」、英語では「バウワウ」（Bow wow）と表現するように、言語が異なればその聞きなしも異なったものとなる。英語では鳥の聞きなしは「bird song mnemonics」と呼ばれている。フランス語では、動物が「鳴く」と言う動詞は鳴き声のオノマトペから細かく動詞化されている。
動物の鳴き声の聞き取り方は、歴史的にも変化する。平安時代の『大鏡』では、イヌの鳴き声は「びよ」と表現されていた。動物の鳴き声はその動物自体を指す幼児語としても用いられる。例えば幼児語では「イヌ」を「ワンワン」と表現する。

## 日本
「聞きなし」という用語を初めて用いたのは、鳥類研究家の川口孫治郎の著書『飛騨の鳥』（1921年）と『続 飛騨の鳥』（1922年）とされている。昔話や民間に伝わる聞きなしを文献として初めて記録したのが同書である。同じ動物でも地域によって異なる聞きなしが伝承されている。

### 鳥
- アカハラ - 「カモン・カモン・チュウー(come on come on chu)」「競輪競輪でパー」[7]。
- イカル - 「お菊二十四」「月・日・星」。
- ウグイス - 「法華経」。「経読み鳥」という異名もある[8]。他には「もう起きろ」とも[9]。
- キビタキ - 「ちょっと来い」[10]。
- コジュケイ - 「ちょっと来い、ちょっと来い」。
- コノハズク - 「仏法僧（ ブッポウソウ）」。仏教における三宝に聞こえることから注目された。ブッポウソウはこの声の主だと誤解されたためにその名がつけられた[2]。
- コマドリ - 「ヒンカラカラカラ」[3]。
- サンコウチョウ - 「月日星、ほいほいほい」と聞こえることから、3つの光の鳥（三光鳥）と名付けられた。
- ジュウイチ - 「十一」「慈悲心」。「慈悲心鳥」の別名は後者に由来する。[11]
- センダイムシクイ - 「ツルチヨギミー（鶴千代君ー）」[12]
- ツバメ -「土食って、虫食って、口しぶ～い」。巣作りのために藁と泥をくわえたのでそう鳴いているとされる。
- ヒバリ - 「リートル・リートル・ヒーチブ・ヒーチブ（利取る・日一分）」と聞いて、太陽から借金を取り立てようとしているのだとされる。
- ホトトギス - 「特許許可局」「テッペンカケタカ」[3][13]。
- ホオジロ - 「一筆啓上つかまつり候」、「源平ツツジ白ツツジ」[14][13]。
- メボソムシクイ - 「銭取り、銭取り」。

### 虫
- エンマコオロギ - 「コロリーコロコロリー」[15] 「コロコロリー」[16]。
- スズムシ - 「リ゛ーー・リーーン・リーーン・リーーン」[15]「リーン・リーーン」[16]。
- マツムシ - 「チン・チロン」[15]「チッチルルッ」[16]。
- ツユムシ - 「ピチッ・ピチッ・ピッピピチッ」[15] 「ピチッ・ピチッ」[16]。
- ニシキリギリス - 「ギーース、ギーース、チョン！」[15] 「ギーッ！」を繰り返す[16]。
- クツワムシ - 「ガチャガチャガチャ」[15]、「ガチャガチャ・・・」[17]。
- ハタケノウマオイ - 「シッーチョ・シッーチョ」[15]「スイッチョ・スイッチョ」[16]。ウマオイという名は、ハヤシノウマオイの鳴き声「スィーーーッ・チョン」が馬を御する馬子のかけ声に似ていることから名づけられた[18]。

- アブラゼミ - 「ジリジリジリジリジリ……」[16]「ジッジッジ・・・」[17]。
- クマゼミ - 「ワシワシワシ……」[16]「シャンシャンシャン・・・」[17]。
- ミンミンゼミ - 「ミーンミンミンミンミー」[16]「ミーン、ミンミンミン、ミー」[17]。
- ニイニイゼミ - 「チィーーーー」[16]「チッチッチ」[17]。
- ヒグラシ - 「カナカナカナ……」[16]「カナカナカナ・・・」[17]。
- ツクツクボウシ - 「オーシ・ツクツク・オーシ」[16]「ツクツクオーシ」[17]と鳴く。ツクツクボウシの名前は、鳴き声から名づけられた。「ほうし」を「法師」（字音仮名遣いは「ほふし」）とするのは後世の付会であり、平安時代から仮名遣いは「つくつくほうし」であった[19]。「つくつくぼうし」は「つくつく」と「ほうし」の複合語と誤解した結果、連濁が生じたものである。

## 世界
鳥の歌の聞きなしは英語では「bird song mnemonics」と呼ばれ、歌の音節と音符をつなぎ合わせて、そのリズム、ピッチ、テンポを覚えるために作られたフレーズであることが多い。
フランス語では動物が「鳴く」と言う動詞は鳴き声のオノマトペから細かく動詞化されている。虫の音にも一応鳴き声を表す動詞が作られているが、色々な鳴き方をする虫が少ないため、鳥に比べて関心が低い。

### 鳥

#### 英語
- コジュケイ - 「People pray, People pray」。
- Acadian Flycatcher - 「pizza（ピザ）」[23]。
- American Goldfinch - 「po-ta-to-chip（ポテトチップ）」[23]。
- Baltimore Oriole - 「here, here, come right here, dear（ここ、ここ、ここに来て、あなた）」[23]。
- Barred Owl （シロフクロウ）-「 who-cooks-for-you, who-cooks-for-you-all（誰だ、誰が料理するんだ？）」。
- Black-throated Green Warbler - 「1, 2, 3, I’m lazy」。
- Carolina Wren ? 「teakettle teakettle teakettle（やかん、やかん、やかん）」。
- Chestnut-sided Warbler（クリイロムシクイ） - 「very, very pleased to meet-cha（お会い出来てとても嬉しいです）」。
- Bobwhite（ボブホワイト） - 「bob-white, bob-white（ボブホワイト、ボブホワイト）」。
- Eastern Phoebe - 「fee-beee（フィービィー）」。
- Eastern Wood Peewee - 「Peee-a-weeeee - Peee-a-weee（ピーウィー、ピーウィー）」。
- Killdeer（キルディア）- 「kill-deeeeer kill-deeeeer（キルディア、キルディア）」。
- Northern Flicker（フリッカ） - 「Flicka, flicka, flicka, flicka, flicka（フリッカ、フリッカ、フリッカ、フリッカ、フリッカ）」。
- Indigo Bunting （藍色文鳥）- 「Fire, fire! Where,where? Here, here! Put-it-out, put-it-out!（火よ、火よ! どこだ、どこだ？ここだ、ここだ！消して、消して！）」。
- Laughing Gull （笑い鴎） - 「ha-ha-ha-hahaha-hahaha（ハハハハハハハハ）」。
- Gray Catbird（灰色キャットバード） - 「meeeee-ew - meeee-ew（ミャウ、ミャウ）」。
- Great Horned Owl（カラフトフクロウ） - 「who’s awake? me too（起きてる？私も）」。
- Magnolia Warbler （モクレンムシクイ）- 「I’m-I’m-I’m-so-sweet（私は私は私はとても甘い）」。
- Northern Waterthrush - 「Nice old ladies don’t choo choo（素敵な老婦人はチュウチュウ言わないよ）」。
- Olive-sided Flycatcher（オリーブヒメハヤブサ） - 「quick, three-beers（はやい、ビール3本）」。
- Red-eyed Vireo - 「where are you? here I am, way up here（どこにいるんだ、ここにいる、この上だ）」。
- Rufous-sided Towhee - 「Drink-your-tea-ee-ee-ee（ドリンク・ユア・ティー・イー・イー）」。
- Song Sparrow （ウタスズメ）- 「Maids maids-maids-put-on-your tea-kettle-ettle-ettle（メイドさん、メイドさん、お茶を入れるよ、やかんを置くよ、やかんを）」「Hip, hip,hip hurrah boys, spring ishere!」「Madge, Madge, Madge pick beetles off, the water’s hot」。
- Vesper Sparrow（オジロヒメドリ） -「 listen tomy evening sing-ing-ing-ing」。
- White-crowned Sparrow（ミヤマシトド） - 「more, more, more cheezies, please」「oh dear Canada Canada Canada」「dear Sam Peabody Peabody Peabody」。
- Tennessee Warbler - 「tikatika-tika, swee-swee-swee, chay-chay-chay」。
- Tufted Titmouse（シジュウカラ） - 「Peter, peter, peter（ピーター、ピーター、ピーター）」。
- Worm-eating Warbler -「 If I see him, I’ll squeeze him, and squeeze him til he squirts」。

### 虫
- 中国人には蝉の鳴き声は「知了(zhī liǎo、知っている)、知了」と聞こえるため、蝉は「知了」とも呼ばれている[24][25]。「知了」は話し言葉として使われ、書道などでも季語として使われる[24]。
- アメリカで使われるキリギリス科の通称「katydid」は、北米のキリギリスの鳴き声が「Katy Did. Katy Didn’t」と聞こえることに由来する[26][27]。スーザン・クーリッジ（1835-1905）の『ケティ物語（What Katy Did）』ではキリギリスが「Katy Did. Katy Didn’t」とケティがやったかやらなかったかを議論する様子が描かれる[28]。映画「バッタ君町に行く」（1941年）では『KATY DID、KATY DID N'T』という曲が歌われる[29]。
- アマゾン先住民は、キリギリス類を虫籠に入れて鳴き声を楽しむために飼い、この虫が「ターナー、ターナー」を鳴くことから「タナナ」と名付けている[30][31]。